# Бисау
Бисау е град в Западна Африка и столица на държавата Гвинея-Бисау. Разположен е на брега на Атлантическия океан, в естуара на река Геба.

## История
Селището е основано през 1687 г. от Португалия като укрепление и търговски център.
През 1942 г. е градът става столица на колонията Португалска Гвинея. След обявяването на независимост от страна на партизаните през 1973 г., за столица на новата независима територия е определено селището Мадина до Бое, но Бисау запазва статута си на столица на все още владените от Португалия части на страната. През 1974 г. Португалия признава независимостта на Гвинея-Бисау и изтегля силите си от нея, а град Бисау става столица на обединена Гвинея-Бисау.

## Население и икономика
Произвеждат се фъстъци, дървесина, копра, палмово масло и каучук.

Градът се обслужва от международното летище „Освалдо Виейра“. Той е най-големият град в Гвинея-Бисау и има голямо значение като пристанищен, административен и военен център. Има население 490 000 души (2008).